# Anita Shreve
Anita Shreve, née le 7 octobre 1946 à Dedham au Massachusetts et morte le 29 mars 2018 à Newfields dans le New Hampshire, est une écrivaine et scénariste américaine.

## Biographie
Fille d'un pilote de ligne et d'une femme au foyer, Anita Shreve est diplômée de l'école secondaire de Dedham, puis étudie à l'université Tufts (Massachusetts). Elle commence à écrire tout en étant professeur au lycée de Reading au Massachusetts.
Une de ses premières nouvelles, Past the Island, Drifting, publiée en 1975, remporte le prix O. Henry Award en 1976.
Son roman La Femme du pilote (The Pilot's Wife), paru en 1998, est sélectionné par l'Oprah's Book Club en mars 1999. Depuis lors, ses romans se vendent à des millions d'exemplaires dans le monde entier.
Parmi d'autres emplois, Shreve a été journaliste à Nairobi (Kenya) pendant trois ans.
Jusqu'à sa mort, elle vit à Longmeadow, au Massachusetts.

## Œuvre

### Romans

#### QuatuorFortune's Rocks
Selon l'ordre du récit
- Fortune's Rocks (1999) Publié en français sous le titre Un seul amour, traduit par Michelle Herpe-Voslinsky, Paris, Belfond, coll. « Les étrangères », 2000  (ISBN 2-7144-3726-5) ; réédition, Paris, Pocket no 11277, 2002  (ISBN 2-266-11107-8)
- Sea Glass (2002) Publié en français sous le titre La Maison du bord de mer, traduit par Michèle Valencia, Paris, Belfond, coll. « Les étrangères », 2003  (ISBN 2-7144-3950-0) ; réédition, Paris, Pocket no 12263, 2004  (ISBN 2-266-14392-1)
- The Pilot's Wife (1998) Publié en français sous le titre La Femme du pilote, traduit par Marie-Claude Peugeot, Paris, Belfond, 1999  (ISBN 2-7144-3626-9) ; réédition, Paris, Pocket no 11248, 2000  (ISBN 2-266-11022-5)
- Body Surfing (2007) Publié en français sous le titre Le Tumulte des vagues, traduit par Isabelle Caron, Paris, Belfond, coll. « Littérature étrangère », 2009  (ISBN 978-2-7144-4451-6) ; réédition, Paris, Pocket no 14484, 2011  (ISBN 978-2-266-20644-0)

#### Autres romans
- Eden Close (1989) Publié en français sous le titre La Longue Nuit d'Eden Close, traduit par Roxane Azimi, Paris, Belfond, 1995  (ISBN 2-7144-3245-X) ; réédition, Paris, Pocket no 11276, 2003  (ISBN 2-266-11114-0)
- Strange Fits of Passion (1991) Publié en français sous le titre Étrange Passion, traduit par Marie-Claude Peugeot, Paris, Belfond, 1996  (ISBN 2-7144-3349-9) ; réédition, Paris, LGF, coll. « Le Livre de poche » no 14338, 1997  (ISBN 2-253-14338-3)
- Where or When (1993) Publié en français sous le titre Nostalgie d'amour, traduit par Catherine Orsot, Paris, Belfond, 1994  (ISBN 2-7144-3164-X) ; réédition, Paris, J'ai lu, coll. « Roman » no 4161, 1996  (ISBN 2-277-24161-X)
- Resistance (1995) Publié en français sous le titre Un amour volé, traduit par Michèle Valencia, Paris, Belfond, coll. « Les étrangères », 2007  (ISBN 978-2-7144-4241-3) ; réédition, Paris, Pocket no 13723, 2009  (ISBN 978-2-266-18428-1)
- The Weight of Water (1997) Publié en français sous le titre Le Poids de l'eau, traduit par Marie-Claude Peugeot, Paris, Belfond, coll. « Les étrangères », 1997  (ISBN 2-7144-3474-6) ; réédition, Paris, LGF, coll. « Le Livre de poche » no 14594, 1999  (ISBN 2-253-14594-7)
- The Last Time They Met (1999) Publié en français sous le titre Ultime Rencontre, traduit par Hélène Fournier, Paris, Belfond, coll. « Les étrangères », 2002  (ISBN 2-7144-3829-6) ; réédition, Paris, Pocket no 12067, 2005  (ISBN 2-266-13796-4)
- All He Ever Wanted (2003) Publié en français sous le titre L'Objet de son désir, traduit par Michèle Valencia, Paris, Belfond, coll. « Les étrangères », 2004  (ISBN 2-7144-4042-8) ; réédition, Paris, Pocket no 12649, 2006  (ISBN 978-2-266-15573-1)
- Light on Snow (2004) Publié en français sous le titre Une lumière sur la neige, traduit par Michèle Valencia, Paris, Belfond, coll. « Les étrangères », 2005  (ISBN 2-7144-4145-9) ; réédition, Paris, Pocket no 13118, 2008  (ISBN 978-2-266-16631-7)
- A Wedding in December (2005) Publié en français sous le titre Un mariage en décembre, traduit par Michèle Valencia, Paris, Belfond, 2008  (ISBN 978-2-7144-4295-6) ; réédition, Paris, Pocket no 14247, 2010  (ISBN 978-2-266-19855-4)
- Testimony (2008) Publié en français sous le titre Une scandaleuse affaire, traduit par Michèle Lévy-Bram, Paris, Belfond, coll. « Littérature étrangère », 2010  (ISBN 978-2-7144-4586-5) ; réédition, Paris, Pocket no 14675, 2013  (ISBN 978-2-266-21484-1)
- A Change in Altitude (2009)
- Rescue (2010) Publié en français sous le titre Un jour après l'autre, traduit par Florence Bertrand, Paris, Belfond, coll. « Littérature étrangère », 2012  (ISBN 978-2-7144-5151-4) ; réédition, Paris, Pocket no 15518, 2013  (ISBN 978-2-266-23720-8)
- Stella Bain (2013)
- The Stars Are Fire (2017)

### Recueil de nouvelles
- Past the Island, Drifting (1975)

### Essais
- Working Woman (1986)
- Dr. Balter's Child Sense (1987)
- Remaking Motherhood: How Working Mothers are Shaping Our Children's Future (1987)
- Women Together, Women Alone: The Legacy of the Consciousness-Raising Movement (1989)

## Adaptations

### Au cinéma
- 2000 : Le Poids de l'eau (The Weight of Water), film américain réalisé par Kathryn Bigelow, adaptation la nouvelle éponyme
- 2003 : Résistance, film néerlando-américain réalisé par Todd Komarnicki, adaptation de la nouvelle éponyme, avec Bill Paxton, Julia Ormond et Sandrine Bonnaire

### À la télévision
- 2002 : Une double vie (The Pilot's Wife), téléfilm canado-américain réalisé par Robert Markowitz, adaptation du roman éponyme dont Anita Shreve est coscénariste

## Prix et distinctions
- 1976 : O. Henry Award de la meilleure nouvelle, Past the Island, Drifting
- 1998 : Laurence L. & Thomas Winship/PEN New England Award (en), Le Poids de l'eau
- 1999 : Oprah's Book Club, La Femme du pilote
- 2000 : Sélectionnée pour le Orange Prize, Le Poids de l'eau[réf. nécessaire]